# Fünffingerstöck
Fünffingerstöck är en bergstopp i Schweiz.   Den ligger i distriktet Interlaken-Oberhasli och kantonen Bern, i den centrala delen av landet, 80 km öster om huvudstaden Bern. Toppen på Fünffingerstöck är 2 994 meter över havet, eller 420 meter över den omgivande terrängen. Bredden vid basen är 6,2 km.
Terrängen runt Fünffingerstöck är huvudsakligen mycket bergig. Närmaste större samhälle är Engelberg, 8,1 km norr om Fünffingerstöck. 
Trakten runt Fünffingerstöck består i huvudsak av gräsmarker. Runt Fünffingerstöck är det mycket glesbefolkat, med 3 invånare per kvadratkilometer.